# IC 1784
IC 1784 ist eine Spiralgalaxie vom Hubble-Typ Sbc im Sternbild Dreieck am Nordsternhimmel. Sie ist rund 220 Millionen Lichtjahre von der Milchstraße entfernt und hat einen Durchmesser von etwa 180.000 Lichtjahren. Gemeinsam mit IC 1785 bildet sie das gravitativ gebundene Galaxienpaar KPG 61 und sie gilt als Mitglied der IC-1784-Gruppe (LGG 55).
Im selben Himmelsareal befinden sich unter anderem die Galaxien IC 1789, PGC 8609, PGC 8623, PGC 2015762.
Das Objekt wurde am 20. Januar 1898 vom französischen Astronomen Stéphane Javelle entdeckt.

## IC-1784-Gruppe (LGG 55)
| Galaxie  | Alternativname | Entfernung / Mio. Lj |
| -------- | -------------- | -------------------- |
| IC 1784  | PGC 8676       | 220                  |
| IC 1785  | PGC 8682       | 218                  |
| IC 1789  | PGC 8766       | 219                  |
| PGC 8829 | UGC 1778       | 230                  |
| PGC 9004 | UGC 1826       | 232                  |